# Catherine Murphy Urner

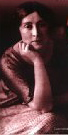
Catherine Murphy Urner

Catherine Murphy Urner (Mitchell, Indiana, 23 de marzo de 1891–San Diego, California, 30 de abril de 1942 fue una compositora estadounidense.
Fue la tercera de siete hermanos. Su padre, Edward Everett, era director del Southern Illinois Normal College (y más tarde se convertiría en pastor metodista); su madre era la escritora Jessie Robertson Urner. Estudió piano, canto y composición en el Goucher College de Baltimore, Maryland, en el Instituto Peabody y en la Universidad Miami de Oxford, Ohio. Se graduó como Bachelor of Arts en 1912. Continuó sus estudios en la Universidad de California en Berkeley y con Charles Koechlin en París entre 1920 y 1921.
Entre 1921 y 1924, Urner fue profesora y directora de canto en el  Mills College de Oakland, California. Después, dedicó su tiempo a la interpretación musical y a la composición. Viajó por los Estados Unidos y por Europa y recibió ayuda de Charles Koechlin. Recopiló melodías de las tribus nativas norteamericanas, e incorporó algunas de ellas a sus propias composiciones.
Su primer cuarteto se estrenó en París, en 1925. Fue interpretado por el Cuarteto Kretlly (en el que, con 19 años, tocaba Pierre Fournier).
Gracias a sus gestiones, Koechlin impartió un curso en la Universidad de California en 1928 y posteriormente convivió con Koechlin en París hasta 1933. Colaboraron juntos en numerosas obras musicales. En 1937 Urner volvió a California, donde se casó con el organista y compositor Charles Rollins Shatto (1908–1983).

Los documentos de Urner se conservan en la Biblioteca Kerkeley de la Universidad de California.

## Obras
Compuso cerca de ochenta canciones, veinticuatro obras corales y ocho obras orquestales. Entre sus obras, destacan:
- The Bride of a God, compuesta con Charles Koechlin.
- Come Away, Death.
- Song of the Sea.
- Song from "April".
- Le Papillon.
- Quatre Melodies (ciclo de canciones).
- Ici-bas.
- Colloque Sentimental.